# ان‌جی‌سی ۴۲۷
ان‌جی‌سی ۴۲۷ (انگلیسی: NGC 427) نام یک کهکشان مارپیچی در صورت فلکی سنگتراش است.